# Comuna Mikleuš, Virovitica-Podravina
Mikleuš este o comună în cantonul Virovitica-Podravina, Croația, având o populație de 1.464 de locuitori (2011).

## Demografie
Componența etnică a comunei Mikleuš
     Croați (91,6%)
     Sârbi (6,22%)
     Necunoscut (0,82%)
     Neclasificat (1,16%)
Componența confesională a comunei Mikleuš
     Catolici (91,12%)
     Ortodocși (6,69%)
     Necunoscută (1,43%)
     Alte religii (0,75%)
Conform recensământului din 2011, comuna Mikleuš avea 1.464 de locuitori. Din punct de vedere etnic, majoritatea locuitorilor (91,6%) erau croați, cu o minoritate de sârbi (6,22%). Apartenența etnică nu este cunoscută în cazul a 0,82% din locuitori. Din punct de vedere confesional, majoritatea locuitorilor (91,12%) erau catolici, cu o minoritate de ortodocși (6,69%). Pentru 1,43% din locuitori nu este cunoscută apartenența confesională.